# Villa Delia
Villa Delia est une banlieue de l'Uruguay située dans le département de Maldonado. Sa population est de 623 habitants.

## Population
| Année | Population |
| ----- | ---------- |
| 1963  | –          |
| 1975  | –          |
| 1985  | 365        |
| 1996  | 583        |
| 2004  | 623        |

,